# São José de Piranhas
São José de Piranhas is een gemeente in de Braziliaanse deelstaat Paraíba. De gemeente telt 19.566 inwoners (schatting 2009).